# سیمدگا
سیمدگا (به انگلیسی: Simdega) یک زیستگاه انسانی در هند است که در جارکند واقع شده‌است.

## خصوصیات
سیمدگا ۵۹۹٬۸۱۳ نفر جمعیت دارد و ۴۱۸ متر بالاتر از سطح دریا واقع شده‌است.